# Rombo (geometria)

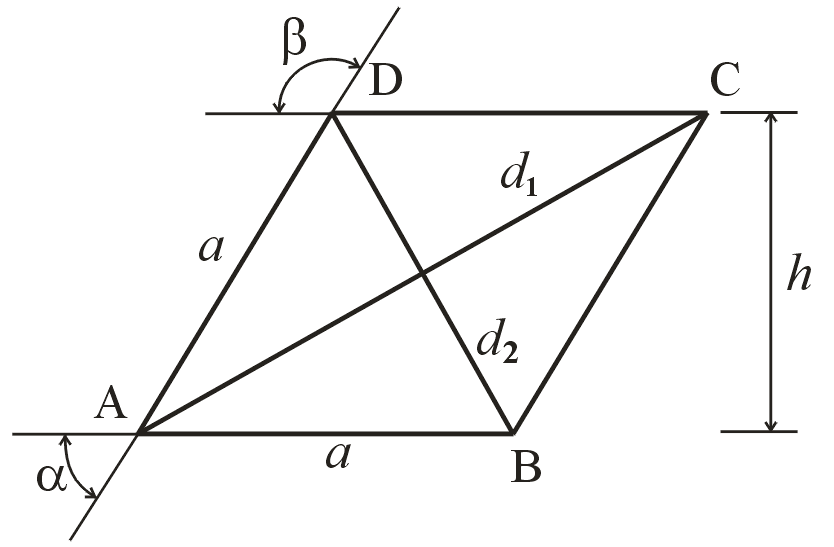
Rombo

Il rombo, o losanga, è un poligono che ha quattro lati congruenti, ovvero della stessa lunghezza.
Nonostante la congruenza dei lati, il rombo non può essere considerato un poligono regolare poiché non è necessariamente equiangolo. Le diagonali del rombo hanno di solito lunghezza diversa, e sono denominate diagonale maggiore e diagonale minore. 
Il rombo è considerabile come un parallelogramma dai lati congruenti. Il quadrato è un particolare tipo di rombo che ha tutti gli angoli congruenti, e le due diagonali congruenti.

## Proprietà del rombo

### Lati
I lati opposti di un rombo sono paralleli; esso è quindi un caso particolare di parallelogramma e, come già indicato precedentemente, è un poligono equilatero, perché ha tutti i lati congruenti.

### Diagonali
Essendo un quadrilatero, anche il rombo ha due diagonali; esse hanno la caratteristica di essere perpendicolari fra loro e di intersecarsi nel loro punto medio. Ciascuna diagonale divide il rombo in due triangoli isosceli, che sono congruenti. Le due diagonali costituiscono anche le bisettrici degli angoli.

### Angoli
Gli angoli opposti sono congruenti, vale a dire hanno uguale ampiezza, per cui
{\displaystyle {\hat {A}}={\hat {C}}=\alpha ;}
{\displaystyle {\hat {B}}={\hat {D}}=\beta .}
Due angoli adiacenti a ciascun lato sono supplementari, con somma quindi uguale a 180°:
{\displaystyle \alpha +\beta =180^{\circ }.}
Come in ogni quadrilatero, la somma degli angoli interni è sempre 360°, ossia un angolo giro.

## Altezza del rombo
Le altezze di un rombo sono congruenti. L'altezza {\displaystyle h} del rombo è congruente al diametro della circonferenza inscritta al rombo o al rapporto tra l'area e un lato, che è preso come base:
{\displaystyle h=2r={\frac {A}{a}}.}

## Perimetro del rombo
Se {\displaystyle a} è il lato del rombo, il suo perimetro {\displaystyle 2p} è dato da:
{\displaystyle 2p=4a.}

## Area del rombo
L'area del rombo si può calcolare in quattro modi:
1. come per tutti i parallelogrammi, effettuando il prodotto della base {\displaystyle a}, coincidente con un lato del rombo, per l'altezza {\displaystyle h}:

{\displaystyle A=ah,}
2. moltiplicando la diagonale maggiore {\displaystyle d_{1}} per la diagonale minore {\displaystyle d_{2}} e dividendo il risultato per {\displaystyle 2}[2]:

{\displaystyle A={{d_{1}d_{2}} \over {2}}={\frac {{\overline {AC}}\cdot {\overline {BD}}}{2}},}
3. moltiplicando il semiperimetro {\displaystyle p} per il raggio {\displaystyle r} della circonferenza inscritta[3]:

{\displaystyle A=pr,}
4. infine, calcolando il quadrato del lato {\displaystyle a} e moltiplicandolo per il seno di uno qualunque degli angoli interni[4]
{\displaystyle A=a^{2}\sin \alpha =a^{2}\sin \beta .}
In merito a questa quarta formula per il calcolo dell'area vanno notati alcuni punti:
  - {\displaystyle \sin \alpha } e {\displaystyle \sin \beta } sono uguali perché {\displaystyle \alpha } e {\displaystyle \beta } sono angoli supplementari: questo è il motivo per cui si può usare indifferentemente l'uno o l'altro;
  - il rombo produce la sua massima area quando i lati sono perpendicolari fra loro a formare un quadrato: in tal caso {\displaystyle \sin \alpha } e {\displaystyle \sin \beta } sono uguali a {\displaystyle 1} e la formula si identifica con quella del quadrato ossia diventa

{\displaystyle A={a^{2}};}
  - man mano che il rombo si "schiaccia", {\displaystyle \sin \alpha } e {\displaystyle \sin \beta } diventano minori di {\displaystyle 1} e quindi l'area del rombo diventa più piccola rispetto a quella del quadrato da cui si era partiti;
  - infine, schiacciando totalmente il rombo fino ad avere {\displaystyle \alpha =0} e quindi {\displaystyle \sin \alpha =0}, la sua area diventa nulla.